# Bargum
Bargum település Németországban, Schleswig-Holstein tartományban. Lakosainak száma 642 fő (2023. december 31.). Bargum Bordelum és Langenhorn községekkel határos.

## Népesség
A település népességének változása:
| Lakosok száma | 624  | 625  | 627  | 645  | 645  | 642  |
|               | 1975 | 2017 | 2019 | 2021 | 2022 | 2023 |